# Juan María Aburto
Aburto  Rike est un nom espagnol. Le premier nom de famille, en général paternel, est Aburto ; le second, en général maternel, souvent omis, est Rike.
Juan María Aburto Rike, né le 28 mars 1961 à Bilbao, est un homme politique espagnol, membre du Parti nationaliste basque.
Il est maire de Bilbao depuis le 13 juin 2015.

## Biographie

### Vie privée
Juan María Aburto nait le 28 mars 1961 à Bilbao. Il parle le castillan, le basque et l'anglais.
Marié, il est père de deux enfants.

### Formation et vie professionnelle
Étudiant de l'université de Deusto, il est titulaire d'une licence en droit qu'il obtient en 1984. La même année, il obtient un diplôme de spécialité juridique et économique. Il possède aussi un diplôme en évaluation des politiques publiques.

### Haut-fonctionnaire et premiers mandats
De 1991 à 1994, il travaille en tant que directeur de service au sein du gouvernement basque dans l'équipe du conseiller à l'Intérieur Juan María Atutxa. En 1994, il est nommé directeur général du régime juridique et de la fonction publique à la députation forale de Biscaye.
En 2003, il devient député foral chargé de l'action sociale puis de juin 2011 à décembre 2012, il occupe la charge de député foral à la Présidence. Il se convertit en bras droit de José Luis Bilbao alors député général. En décembre 2012, il est désigné conseiller à l'Emploi et aux Politiques sociales du Gouvernement basque par le lehendakari Iñigo Urkullu.

### Maire de Bilbao
En octobre 2014, il annonce son intention de postuler à la mairie de Bilbao lors des élections de l'année suivante. En février 2015, il démissionne de son poste à l'exécutif régional pour se consacrer à la campagne. Il est remplacé par Ángel Tarsicio Toña Güenaga.
Lors des élections du 24 mai 2015, la liste qu'il conduit arrive en tête du scrutin avec 39,32 % des voix et treize conseillers - à deux de la majorité absolue - devant celle de Bildu (14,03 % des voix et quatre conseillers) et celle du Parti socialiste (11,95 % des voix et quatre conseillers). Il est élu maire de Bilbao le 13 juin 2015 par 17 voix pour et 12 voix d'autres candidats grâce à un accord de coalition avec le PSE-EE. Il est réélu à l'issue des élections de 2019 et de 2023.